# COH04S1
COH04S1 — кандидат на вакцину проти COVID-19, розроблений американським дослідницьким центром «City of Hope Medical Center». Ця вакцина розроблена для хворих з ослабленим імунітетом, оскільки такі хворі часто демонстрували слабку імунну відповідь після вакцинації раніше розробленими вакцинами проти COVID-19. COH04S1 також призначений для осіб, які мають високий ризик розвитку ускладнень COVID-19. Медичний центр «City of Hope Medical Center» намагався розробити кращий варіант вакцини, ніж розроблені раніше, та схвалені Європейським агентством з лікарських засобів та FDA, які не сприяють виробленню достатнього імунного захисту в цієї групи людей.
Групу, яка проводить дослідження вакцини, очолюють вчені Фелікс Вуссоу та Флавія Чіупезі, які мають наукове звання доктора філософії, та є асистентами професорів-дослідників у відділі гематології та трансплантації гемопоетичних клітин. Науковим керівником групи є Дон Дж. Даймонд, доктор філософії та професор кафедри гематології та трансплантації гемопоетичних клітин у науковому центрі «City of Hope Medical Center». Вакцина є першою, яка досліджується на безпечність та ефективність у хворих, яким була проведена трансплантація кісткового мозку або терапія химерними антигенними рецепторами. Вона є також першою вакциною, яку на відміну від вакцини Pfizer–BioNTech, можна застосовувати особам, які отримують імуносупресивну терапію.
Застосування вакцин проти COVID-19, які були розроблені раніше, у хворих лейкозом вказують на високу ймовірність того, що в 1 з 4 хворих лейкозом антитіла проти COVID-19 не виробляються. Застосування COH04S1 дає надію знизити ймовірність збою у виробленні антитіл у хворих лейкозом.
Ця вакцина створена на схваленій FDA імунобіологічній платформі, відомій як «Modified vaccinia Ankara», або MVA. Ця платформа використовується в усьому світі для створення імунобіологічних препаратів для хворих пухлинами та після трансплантації органів із дотриманням усіх правил безпеки та ефективності.

## І фаза клінічних досліджень
Станом на початок 2022 року вакцина пройшла клінічне дослідження І фази на здорових добровольцях у віці від 18 до 55 років, які не хворіли на COVID-19. Застосування вакцини має на меті змусити імунну систему виробляти антитіла, а також змусити організм виробляти Т-лімфоцити, які забезпечують довготривалий захист від хвороби. Розробникам вакцини вперше вдалось створити засіб доставки антигену вірусу, який дає можливість зберегти генетичні компоненти вірусу на молекулярному рівні. Білки нуклеокапсиду SARS-CoV-2 були введені в платформу MVA для реплікації ДНК всередині клітин, що мало ініціювати посилення відтворення Т-клітин, а також вироблення великої кількості антитіл проти вірусу. Доведено, що вакцина, створена на платформі MVA, спричинює імунну відповідь за 14 днів після введення, із появою лише легких побічних ефектів. Учасники дослідження отримали 2 ін'єкції вакцини з інтервалом 28 днів, не знаючи, чи отримали вони плацебо, чи досліджувану вакцину.

## ІІ фаза клінічних досліджень
Станом на червень 2022 року COH04S1 є єдиною вакциною проти COVID-19, яка пройшла клінічні дослідження ІІ фази на хворих злоякісними пухлинами. Ця вакцина не росте і не розмножується в організмі людини, що робить її придатною для застосування в осіб після трансплантації стовбурових клітин і хворих, яким була проведена терапія з химерним антигеном T-клітин. Після проведення клінічного дослідження за добровольцями буде здійснюватися тривалий ретельний моніторинг, а через рік після проведення дослідження буде проведено їх обстеження. Дослідницький центр «City of Hope Medical Center» допустив до дослідження хворих лейкозом, яким провели трансплантацію кісткового мозку або терапію з химерним антигеном Т-клітин, щонайменше за 3 місяці до дослідження, вони також повинні були відповідати низці інших вимог.